# Aetion z Amfipolis
Aetion – grecki malarz działający w drugiej połowie IV wieku p.n.e. Autor obrazu pt. Wesele Aleksandra Wielkiego z Roksaną.